# 1757
1757 (MDCCLVII) var ett normalår som började en lördag i den gregorianska kalendern och ett normalår som började en onsdag i den julianska kalendern.

## Händelser

### Maj
- Maj – Sverige sluter förbund med Frankrike och Österrike, mot Preussen, ytterligare en skymf mot den svenska drottningen Lovisa Ulrika, vars bror är Preussens kung Fredrik den store. Frankrike försöker förmå Sverige att skicka 30 000 man mot Preussen, vilket blir svårt för rådet, eftersom det måste ha ständernas tillåtelse.

### Juni
- Juni – Svenska rådet får igenom beslutet att gå med i sjuårskriget på Frankrikes sida. I Sverige kommer det att kallas pommerska kriget. Man skickar 17.000 man till de 3.000 som redan väntar i Stralsund.

### Juli
- 31 juli – Ett otroligt kraftigt åskväder över Karlstad blir allmänt samtalsämne över hela Sverige och ses som ett allvarligt järtecken.

### September
- 13 september – Svenska hären infaller i Preussen, genom att gå över floden Peene utan krigsförklaring. Mattias Alexander von Ungern-Sternberg blir överbefälhavare.
- 22 september – Sverige och Frankrike sluter subsidiekonvention. Sverige skall hålla 20.000 man i Tyskland, mot att man får hjälp att återerövra områden där.

### November
- 5 november – Fredrik den store besegrar en dubbelt så stark fransk-österrikisk armé i slaget vid Rossbach under sjuårskriget.

### December
- 29 december – Den tyska Fenixorden instiftas.

### Okänt datum
- Den sista häxprocessen i Sverige genomförs i Dalarna. Åtta kvinnor står åtalade men räddas av adelsfrun Katarina Charlotta De la Gardie.
- Under inspektor Jacob Faggots ledning påbörjas det svenska storskiftet. Varje bonde får sin åkermark samlad till ett fåtal ställen, istället för att ha den utspridd på tegar. Därmed har man börjat förändra det svenska jordbruket, vilket har skötts på samma sätt sedan tidig medeltid.
- Carl Fredrik Adelcrantz blir svensk överintendent och får ansvaret för inredningen av det kungliga slottet. Han mest kända verk är Gustav III:s operahus.
- Fredric Henric af Chapman blir skeppsbyggmästare i Karlskrona.
- Svenska staten inköper en tomt i Konstantinopel, för att bygga den kyrka man fick tillåtelse att uppföra 1735. Man bygger ett legationshus med gudstjänstlokal. Marken ägs fortfarande av svenska staten och är dess äldsta egendom utomlands.
- Sverige antar sin första arvhygieniska lag, med förbud mot epileptiker att gifta sig.[1]

## Födda
- 19 januari – Louise-Félicité de Kéralio, fransk författare och tidningsredaktör.
- 1 mars – Étienne Pierre Ventenat, fransk botaniker.
- 29 mars – Carl Axel Arrhenius, svensk kemist.
- 30 mars – Sophie Piper, svensk grevinna, yngre syster till Axel von Fersen d.y.
- 31 mars – Gustaf Mauritz Armfelt, svensk hovman, diplomat och kungagunstling.
- 12 april – Philip Barton Key, amerikansk federalistisk politiker och jurist, kongressledamot 1807–1813.
- 22 juni – George Vancouver, brittisk upptäcktsresande.
- 9 augusti – Thomas Telford, skotsk ingenjör.
- 4 september – Levin Winder, amerikansk federalistisk politiker, guvernör i Maryland 1812–1816.
- 6 september – Gilbert Motier de LaFayette, fransk general som slogs mot britterna i amerikanska frihetskriget.
- 12 september – John Brown, amerikansk politiker, senator 1792–1805.
- 27 september – Henric Schartau, svensk präst, grundare av Schartauanismen (född i Malmö).
- 9 oktober – Karl X, kung av Frankrike 1824–1830.
- 26 oktober – Heinrich Friedrich Karl vom und zum Stein, tysk statsman.
- 1 november – Antonio Canova, italiensk skulptör under nyklassicismen.
- 7 december – Dwight Foster, amerikansk politiker, senator 1800–1803.
- 28 december – Reinhard Woltmann, tysk vattenbyggnadsingenjör.

## Avlidna
- 3 mars – Brita Kristina Appelbom, drottning av Preussen, svensk tillfällighetsdiktare.
- 2 eller 3 april – Elizabeth Timothy, amerikansk tryckare och tidningsutgivare.
- 28 juni – Sofia Dorotea av Hannover, drottning av Preussen
- 5 augusti – Antoine Pesne, fransk målare.
- 8 oktober – Rijkuo-Maja, samisk nåjd.
- Elisabet Spiegelberg, tysk skådespelare och teaterdirektör.

### Fotnoter
1. ↑  Sverige 1900-talet – Oönskade i folkhemmet, NE, Bra Böcker, 2000